# تريغفه سفيردروب
تريغفه سفيردروب هو سياسي نرويجي، ولد في 22 يوليو 1886 في أوسلو في النرويج، وتوفي في 1964. نشط حزبياً في حزب المحافظين. وقد انتخب عمدة تونسبرغ ‏ (1936 – 1937) وانتخب عضو برلمان النرويج ‏ عن دائرة Market towns of Vestfold county ‏ وقد انضم خلال فترته النيابية ‏ (1937 – 1945) للكتلة البرلمانية حزب المحافظين وانتخب عضو برلمان النرويج ‏ عن دائرة Market towns of Vestfold county ‏ وقد انضم خلال فترته النيابية ‏ (1934 – 1936) للكتلة البرلمانية حزب المحافظين.